# 196 (число)
196 (сто девяносто шесть) — натуральное число, расположенное между числами 195 и 197. Оно не является простым числом, а относительно последовательности простых чисел расположено между 193 и 197.
- 196 день в году — 15 июля (в високосный год 14 июля).

## В математике
- {\displaystyle 14^{2}=196}
- Является претендентом на наименьшее число Лишрел (Неизвестно, можно ли получить палиндром из этого числа путём проведения итеративного процесса «перевернуть и сложить»).

## В других областях
- 196 год; 196 год до н. э.
- NGC 196 — линзообразная галактика (SB0) в созвездии Кит.
- В Юникоде 00C416 — код для символа «Ä» (Latin Capital Letter A With Diaeresis).